# All-American Trash
All-American Trash (estilizado como ALL-AMERICAN TRASH) é a mixtape de estreia da boyband norte-americana BROCKHAMPTON. Seu lançamento foi em 24 de março de 2016.

## Lista de faixas
Créditos adaptados do livreto oficial da mixtape.
| N.º            | Título                                                          | Produtor(es)                                 | Duração |  |
| 1.             | "Encino" (esquete performada por HK e Ameer Vann)               | Joba                                         | 1:50    |  |
| 2.             | "Ben Carson" (performada por Ameer Vann e Merlyn Wood)          | Romil                                        | 2:21    |  |
| 3.             | "Michigan" (performada por Kevin Abstract)                      | Black Monday                                 | 3:03    |  |
| 4.             | "Infatuation" (performada por Merlyn Wood, Rodney Tenor e Joba) | Romil                                        | 3:01    |  |
| 5.             | "Breakfast" (performada por Kevin Abstract e Ameer Vann)        | Black Monday                                 | 1:24    |  |
| 6.             | "Mosscliff" (esquete performada por Ariel Wendt)                | Romil                                        | 1:56    |  |
| 7.             | "Contacts" (performada por Rodney Tenor)                        | Rodney Tenor                                 | 1:31    |  |
| 8.             | "Palace" (performada por Matt Champion, Bearface e Joba)        | Gordon Joba Jabari Manwa [a] Kiko Merely [a] | 4:09    |  |
| 9.             | "Flip Mo" (performada por Merlyn Wood e Dom McLennon)           | Romil Joba Jabari Manwa [a] Connor Barkhouse | 2:19    |  |
| 10.            | "Home" (performada por Bearface e Matt Champion)                | Bearface Joba [a]                            | 5:02    |  |
| 11.            | "Cotton Hollow" (performada por Dom McLennon e Merlyn Wood)     | Tristan Neve Jabari Manwa Dom McLennon       | 4:13    |  |
| 12.            | "Poison" (performada por Matt Champion e Ameer Vann)            | Gordon Romil Joba [a]                        | 3:09    |  |
| 13.            | "Lost In Love" (performada por Joba)                            | Joba Romil                                   | 4:21    |  |
| Duração total: | Duração total:                                                  | Duração total:                               | 38:13   |  |

Notas
- ↑[a]  significa produtor adicional.
- "Michigan" contém vocais adicionais por Roy Mabie.
- "Infatuation" e "Lost In Love" contém vocais adicionais por Kevin Abstract.

Lista de samples
- "Mosscliff" contém samples de "Bumblebeat" de Govi, "Ben Carson" de Brockhampton, "Leader" de Kevin Abstract e "Mansion" de Matt Champion.

## Integrantes
- Kevin Abstract – produtor executivo, direção criativa, compositor (faixas 3, 5, 6), performance (faixas 3, 5), vocais adicionais (faixas 4, 13)
- Connor Barkhouse – produção adicional (faixa 9)
- Bearface – compositor (faixas 8, 10), performance (faixas 8, 10), produção (faixa 10), arranjo (faixa 10)
- Matt Champion – compositor (faixas 2, 8, 10, 12), performance (8, 10, 12)
- Albert Gordon – compositor (faixas 2, 11), produção (faixas 8, 12), arranjo (faixas 9, 12)
- Roy Mabie – vocais adicionais (faixa 3)
- Jabari Manwa – produção (faixa 11), produção adicional (faixas 8, 9), arranjo (faixa 11)
- Black Monday – produção (faixas 3, 5), arranjo (faixas 3, 5), mixagem (faixas 3, 5)
- Dom McLennon – compositor (faixas 9, 11), performance (faixas 9, 11), produção (faixa 11), arranjo (faixa 11)
- Joba – produtor executivo, compositor (faixas 8, 13), performance (faixas 4, 8, 13), vocais adicionais (faixa 10), produção (faixas 1, 8, 9, 12), produção adicional (faixas 10, 12), arranjo (faixas, 1, 2, 4, 8, 9, 12, 13), mixagem (faixas 1, 2, 4, 6-13), masterização (faixas 1, 2, 4-13)
- HK – direção criativa, arte e design do livreto, compositor (faixas 1, 6), performance (faixa 1)
- Kiko Merley – produção adicional (faixa 8)
- Tristan Neve – produção (faixa 11)
- Robert Ontenient – web design
- Rodney Tenor – compositor (faixas 4, 7), performance (faixas 4, 7), produção (faixa 7), arranjo (faixa 7)
- Romil – produtor executivo, produção (faixas 2, 6, 9, 12, 13), arranjo (faixa 6)
- Ameer Vann – compositor (faixas 1, 2, 5, 12), performance (faixas 1, 2, 5, 12)
- Ariel Wendt – performance (faixa 6)
- Merlyn Wood – compositor (faixas 2, 4, 9), performance (faixas 2, 4, 9, 11)